# Skirgaila
Skirgaila (katolikus keresztségben Kázmér, pravoszlávban Iván; kb. 1354 – 1397.) Litvánia kormányzója bátyja, Jogaila (Jagelló) nagyfejedelem  és lengyel király helyett. Polock (1377—1381 és 1387—1397), Trakai (1382—1392) és Kijev (1395—1397) fejedelme.

## Élete
Skirgaila 1354 körül született Algirdas nagyfejedelem Julianna Alekszandrovna tveri hercegnővel kötött második házasságából. 
1374-ben és 75-ben részt vett a Teuton lovagrend elleni hadjáratokban. 1377-ben meghalt Algirdas és trónját kedvenc fia, Jogaila örökölte, ami miatt a legidősebb fiú, Andrej polocki fejedelem fellázadt. Bukása után Skirgaila kapta meg Polockot. 
1379-ben Skirgaila a nagyfejedelem utasítására európai diplomáciai körútra indult. Elutazott a Teuton lovagrendhez, Lajos magyar és lengyel királyhoz és Vencel cseh és német királyhoz. Egyes források szerint a római pápát is meglátogatta, aki őt, mint Polock fejedelmét Oroszország hercege (dux Russiae) címmel illette. 

### Tevékenysége a belháborúban

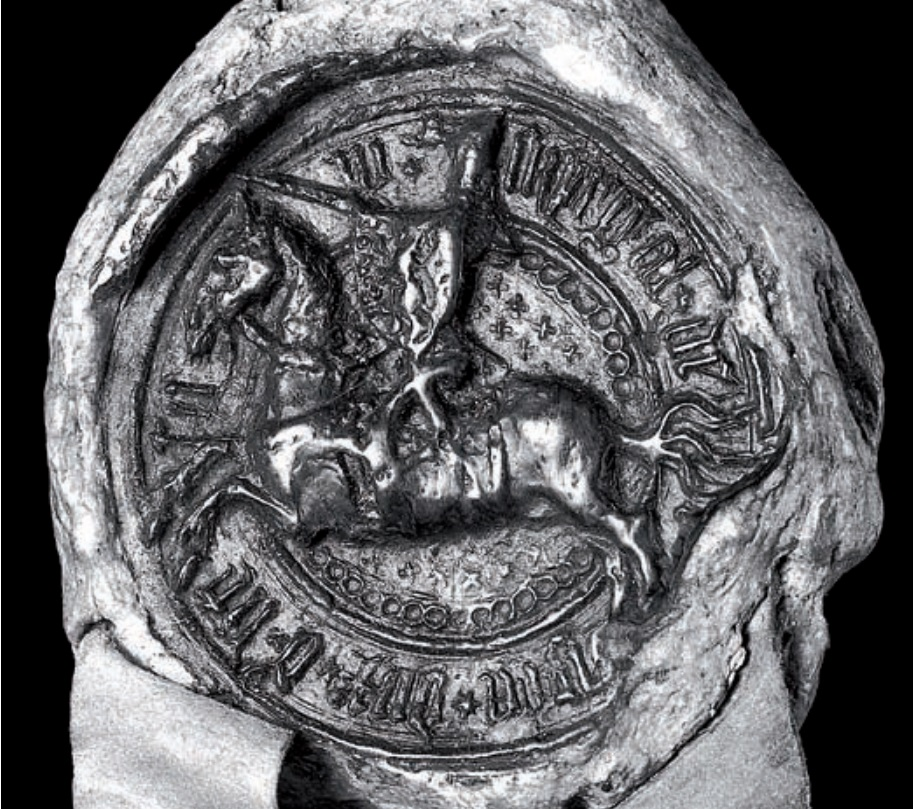
Skirgaila pecsétje, 1382

1380-ban Polock polgársága fellázadt pogány fejedelme ellen. Jogaila csapatokat adott Skirgailának a felkelés leverésére, de az ostrom elhúzódott, annak ellenére hogy Skirgaila ortodox rítus szerint megkeresztelkedett és felvette az Iván nevet. Ugyanebben az évben Jogaila titkos szerződést kötött a Teuton lovagrend nagymesterével, hogy ha az nagy hatalmú nagybátyja, Kęstutis birtokaira támad, nem segít a segítségére. Amikor Kęstutis erről tudomást szerzett, seregével látszólag a lovagrend elleni hadjáratra indult, de aztán váratlanul Vilnius felé fordult, elfoglalt a várost és elfogta Jogailát és magát kiáltotta ki nagyfejedelemnek. Kęstutis utasítást adott, hogy hagyjanak fel Polock ostromával; ezután Skirgaila Livóniába menekült, Polock pedig visszakerült korábbi tulajdonosához, Andrej herceghez. 
Jogaila látszatra behódolt nagybátyjának, de 1382-ben kiújult a polgárháború, ahol Skirgaila részt vett Trakai ostromában. A város bevétele után Jogaila kinevezte őt Trakai hercegének. 1382 augusztusában a két fél döntő csatára készült, de előtte Jogaila tárgyalásokra hívta Kęstutist és fiát, Vytautast. Bár garantálta biztonságukat, amikor beléptek a táborába, lefogatta őket. Skirgaila felügyelte őrizetüket Kreva várában, ám öt nappal később, augusztus 15-én holtan találta Kęstutist, aki állítólag felakasztotta magát. Gyorsan elterjedt azonban a pletyka, hogy a 85 éves herceget meggyilkolták. Vytautasnak később sikerült megszöknie. 
Hamarosan ismét kitört a polgárháború, most Vytautas szövetkezett a Teuton lovagrenddel Jogaila hatalmának megdöntésére. A lovagoknak sikerült elfoglalniuk Trakait, bár 1383-ban Skirgaila visszavette. A következő évben a harcoló felek kiegyeztek, Vytautas megkapta apja régi birtokait, Trakai kivételével, amelyet majd akkor kapott volna vissza, ha Andrejt sikerül elűzni Polockból.  
1384-ben Skirgaila követségbe utazott Moszkvába, hogy tárgyalásokat folytasson Jogaila és Dmitrij moszkvai fejedelem lányának, Szofjának házasságáról. A következő évben Lengyelországban volt, hogy bátyja és Hedvig királynő házasságát tárgyalja meg: végül ez a terv valósult meg. Jogaila Hedvig társuralkodója lett és Lengyelország és Litvánia perszonálunióban egyesült.

### Litvánia kormányzójaként
Jogaila Skirgailát bízta meg, hogy míg ő Lengyelországban tartózkodik, helyette kormányozza Litvániát. Egyes történészek véleménye szerint tényleges nagyfejedelem volt, mások szerint egyszerű régens. Skirgaila 1386-ban legyőzte Szvjatoszláv Ivanovics szmolenszki herceg seregét és fejedelemségét Litvániához csatolta. 1387-ben elfoglalta Polockot és elűzte Andrejt. Április 28-ától Polock, Minszk és Szviszlocs fejedelmévé vált. 
1389-ben Vytautas újabb harcot indított a nagyfejedelemségért. A háború elhúzódott és végül Jogaila 1392-ben kiegyezett vele és átadta neki Litvánia kormányzói tisztét, valamint Trakai fejedelemségét (amely régen Vytautas apjáé, Kęstutisé volt).  

## Halála
Skirgaila kompenzációképpen megkapta Kijevet. 1393 elején Vytautasszal közösen elfoglalta Vityebszket; ugyanezen év őszén részt vett a podóliai hadjáratban és bevették Cserkaszi és Zvenyigorod városokat. 
1397-ben halt meg, állítólag Foma metropolita utasítására megmérgezték. Testét a kijevi Pecserszka lavra kolostorban helyezték el.

## Fordítás
- Ez a szócikk részben vagy egészben  a(z)   Скиргайло című orosz Wikipédia-szócikk ezen változatának fordításán alapul.  Az eredeti cikk szerkesztőit annak laptörténete sorolja fel. Ez a jelzés csupán a megfogalmazás eredetét és a szerzői jogokat jelzi, nem szolgál a cikkben szereplő információk forrásmegjelöléseként.